# 岩元颯オリビエ
岩元 颯 オリビエ（いわもと りゅう オリビエ、1996年4月3日 - ）は、鹿児島県鹿児島市吉野町出身 の元プロサッカー選手。ポジションはFW。
元サッカー選手の岩元ルナは実弟。

## 経歴
中学進学と同時に京都サンガF.C.U-15に入団。同期に大西勇輝、永島悠史、奥川雅也がいる。2010年全日本ユース(U-15)選手権で得点王を獲得。
高校3年生の時に鹿児島城西高等学校に編入学。第93回全国高等学校サッカー選手権大会に出場する。
2015年にジュビロ磐田に入団。同年3月29日に行われたJ3第3節FC琉球戦で、Jリーグ・アンダー22選抜としてJリーグデビューを果たしたものの、トップチームでの出場は叶わず、2016年9月2日に当時日本フットボールリーグ (JFL) 所属だったヴァンラーレ八戸へ期限付き移籍。
翌2017年1月6日にガイナーレ鳥取へ育成型期限付き移籍。24試合で4ゴールを挙げる。翌2018年シーズンも期限付き移籍が検討されていたが、同年2月に磐田との契約を1年残した状態で現役引退を発表する。サッカー選手としての自分の限界と共に、セカンドキャリアに苦労する選手たちの姿を見ての決断だったという。
引退した年に法政大学に入学。2年間で卒業単位を揃えた上で日商簿記検定2級や証券外務員一種などの資格を取得。在学中にはユーグレナとリバネスによる合弁ベンチャーキャピタル「リアルテックファンド」に勤務した。大学卒業後はリアルテックファンドを去り投資銀行に就職しカバレッジバンカーとして勤務している。

## 人物
- 名前からハーフと思われがちだが、父親は「国境なき医師団」で活躍した医師で、母は青年海外協力隊で活動したという経歴を持つ日本人である。両親がカナダ・ケベックに居住していた時期があり[2]、母親が彼を妊娠していた頃に現地の友人と共に考え「オリビエ」と名付けられた。オリビエとは「オリーブ」の意味で国連の旗の象徴でもあり、「世界平和への貢献」の意味も込められているという[11]。
- 京都U-15に在籍中の中学3年時に怪我で入院した際、同じ病院に当時京都に在籍していた柳沢敦が入院しており、連日のように柳沢の個室を訪れてはサッカーの話をしたという[11]。
- 高校2年生の途中までは京都サンガF.C.U-18に所属していたが、家庭の事情により2014年1月に鹿児島県に帰郷し鹿児島城西高校に編入した[12]。

## 所属クラブ
アマ経歴
- 川上SSS
- 京都サンガF.C.U-15（立命館宇治中学校）
- 京都サンガF.C.U-18（立命館宇治高等学校）
- 鹿児島城西高等学校

プロ経歴
- 2015年 - 2017年  ジュビロ磐田
  - 2015年  Jリーグ・アンダー22選抜
  - 2016年9月 - 同年12月  ヴァンラーレ八戸 (期限付き移籍)
  - 2017年  ガイナーレ鳥取 (期限付き移籍)

## 個人成績
| 国内大会個人成績 | 国内大会個人成績 | 国内大会個人成績 | 国内大会個人成績 | 国内大会個人成績 | 国内大会個人成績 | 国内大会個人成績 | 国内大会個人成績 | 国内大会個人成績 | 国内大会個人成績 | 国内大会個人成績 | 国内大会個人成績 |
| 年度             | クラブ           | 背番号           | リーグ           | リーグ戦         | リーグ戦         | リーグ杯         | リーグ杯         | オープン杯       | オープン杯       | 期間通算         | 期間通算         |
| 年度             | クラブ           | 背番号           | リーグ           | 出場             | 得点             | 出場             | 得点             | 出場             | 得点             | 出場             | 得点             |
| 日本             | 日本             | 日本             | 日本             | リーグ戦         | リーグ戦         | リーグ杯         | リーグ杯         | 天皇杯           | 天皇杯           | 期間通算         | 期間通算         |
| ---------------- | ---------------- | ---------------- | ---------------- | ---------------- | ---------------- | ---------------- | ---------------- | ---------------- | ---------------- | ---------------- | ---------------- |
| 2015             | 磐田             | 32               | J2               | 0                | 0                | -                | -                | 0                | 0                | 0                | 0                |
| 2016             | 磐田             | 32               | J1               | 0                | 0                | 0                | 0                | 0                | 0                | 0                | 0                |
| 2016             | 八戸             | 17               | JFL              | 8                | 1                | -                | -                | -                | -                | 8                | 1                |
| 2017             | 鳥取             | 20               | J3               | 24               | 4                | -                | -                | 1                | 0                | 25               | 4                |
| 通算             | 日本             | 日本             | J1               | 0                | 0                | 0                | 0                | 0                | 0                | 0                | 0                |
| 通算             | 日本             | 日本             | J2               | 0                | 0                | -                | -                | 0                | 0                | 0                | 0                |
| 通算             | 日本             | 日本             | J3               | 24               | 4                | -                | -                | 1                | 0                | 25               | 4                |
| 通算             | 日本             | 日本             | JFL              | 8                | 1                | -                | -                | -                | -                | 8                | 1                |
| 総通算           | 総通算           | 総通算           | 総通算           | 32               | 5                | 0                | 0                | 1                | 0                | 33               | 5                |

その他の公式戦
| 2015   | J-22   | -      | J3     | 12 | 0 | 12 | 0 |
| 通算   | 日本   | 日本   | J3     | 12 | 0 | 12 | 0 |
| 総通算 | 総通算 | 総通算 | 総通算 | 12 | 0 | 12 | 0 |

- Jリーグ初出場 - 2015年3月29日 J3第3節 FC琉球戦（沖縄県総合運動公園陸上競技場）
- Jリーグ初得点 - 2017年4月30日 J3第6節 グルージャ盛岡戦（とりぎんバードスタジアム）